# Raúl Héctor Castro
Raúl Héctor Castro, född 12 juni 1916 i Cananea, Sonora, död 10 april 2015 i San Diego, Kalifornien, var en amerikansk demokratisk politiker och diplomat.
Han kom 1926 till USA och utexaminerades 1939 från Arizona State Teacher's College (numera Northern Arizona University) i Flagstaff. Han arbetade för utrikesdepartementet och avlade 1949 juristexamen vid University of Arizona.
Han var USA:s ambassadör i El Salvador 1964-1968, i Bolivia 1968-1969 och i Argentina 1977-1980. Castro var den 14:e guvernören i Arizona 1975-1977.